# 木內江莉
木內江莉（1993年9月2日—）是出身於日本東京都的藝人。屬於的一員。
血型是O型。身高160公分。她本人是混血兒（父親是印尼人，母親是日本人）。興趣是進行有趣的事、觀賞電影、趴板衝浪、衝浪、單板滑雪等。特技是歌唱、舞蹈、演戲、田徑、卡拉OK、逗人發笑等。喜歡的學科是體育，英語，社會。除了喜歡吃漢堡之外，更特別喜歡吃醬菜，是個醬菜愛好者。從2005年度開始到2006年度在天才兒童MAX中作為TV戰士的一員參與演出。在別冊瑪格麗特2008年度瑪格麗特☆女孩（マ☆ガールズ）的甄選中獲得大獎。
2008年4月24日起開設了個人網誌「おかエリ。 エリの喜ど哀らく（"おかエリ"讀音同"お帰り","お帰り"是"歡迎回來"之意）」。2010年2月在網誌上宣布，今後將以一般人的身分出發，重新磨練自己。2011年10月8日起開設了個人網誌「笑いましょ。」
已婚並育有一女，有開設個人的Twitter與Instagram網頁。

## 天才兒童MAX
- 新人時與前田公輝・飯田里穗・Barnes勇氣一起組成Our Treasures樂團而活躍，擔任樂團的貝斯手。之前雖然沒彈奏過貝斯，但從2005年度節目開播時就與樂團成員們一起練習，經過半年後終於能在星期四現場直播與NHK教育博覽會裡順利地用貝斯演唱歌曲。在『片尾曲MTK』的單元中，展現了出色的歌唱能力。
- 參加很多與食物有關的單元。曾在節目中的外景單元裡與洸太Lacey一起製作獨創的醬菜。在『這裡是「週刊優克迪爾」編輯部』中，以「木内江莉のお料理クッキング（木內江莉的料理烹飪）」為題，製作她自己想出來的「チーズおもち（起士年糕）」，接著以「未来クッキング（未來烹飪）」為題，展示用花生加上調味醬作成的「ピーナッツソース（調味醬花生）」。接下來展示了自創的「イクラもどき（鹽漬鮭魚卵仿製品）」，把小片橘子外面包上海苔，再沾點醬油一起食用，吃起來有品嘗鹽漬鮭魚卵的感覺。其他戰士們對這些料理有著各式各樣的評價，她本人似乎希望增加食譜菜色之後，可以開辦料理教室。
- 在『這裡是「週刊優克迪爾」編輯部』中，提到「在鏡子中有位名叫『莉江』的朋友。」，向大家告白這位秘密的朋友，當然觀眾們所看到的『莉江』是在鏡中映出的江莉。以此作為題材，『天TV連續劇』把這製作成連續劇「鏡の國から來たワタシ(從鏡之國來的我)」。在劇中莉江是江莉在鏡子中才能看到的另一個自己--理解與支持江莉的超級女孩莉江。某天，江莉在啦啦隊中受到了一連串的挫折，此時莉江由鏡中來到江莉這邊的世界，莉江鼓勵江莉並為她進行啦啦隊的特訓，讓江莉振作起來，與隊友們一起獲得比賽的優勝。她一個人出色地扮演了江莉・莉江兩個角色。
- 在『任性沒關係!任意議會』中，對「即使在男孩子面前，要放屁前先通知大家『現在要放屁了』的話就可以放屁。」這個議題表示贊同。看來也具備有相當大膽的性格。另外在現場直播『快樂星期四』中，表示在『冒險部』裡有戰士在活動中放屁。（這時候高橋郁哉與日向滉一則立刻站起來拚命否認。）
- 在2006年度的『天TV 女子一輪車部』中擔任隊長。曾為了自己的不爭氣而流下眼淚，但直到最後都能夠將成員們整合在一起。在一輪車馬拉松大會出現隊員落隊的情況下，想出了由較熟練的隊員在後方輔助與鼓勵落隊隊員的方法，互相幫助地完成了馬拉松大賽。接著在「さわやか東京一輪車演技大會」的正式演出中，成功地展現了大家辛勤練習的一輪車創作舞蹈成果。在2006年度的夏季公演「解救孩子星!未來是屬於我們的（チャイルドスターを救え！未来はボクらのもの）」中，與一輪車部的成員和Golgo團長一同騎乘一輪車出場，參與了TV戰士們的開場合唱。在第2學期也加入了『冒險部』。在爬不上岩壁時有難過得哭了的場面，但在教練指導與自己練習下終於成功登上岩壁。在步行登山的挑戰中，適時提醒了領隊放慢步伐，讓體力不支的隊員能恢復體力，展現出真正的團結並不是盲目服從上層，而是由團隊中弱勢者的角度來觀察缺失，才能有效改善問題。最後大家一起團結合作，順利到達了夢幻般的樂園。在冒險部結尾時表示，雖然冒險部這段活動結束了，但每個人自身的冒險才正要開始，希望能與眾人們一起努力，而勉勵著大家。
- 與TV戰士裡的木内梨生奈同姓，但兩人沒有血緣關係。
- 在星期四現場直播的あるある音頭單元中，表示和投稿的觀眾一樣，曾經在學校舉辦家長參觀日的時候，明明不懂老師所詢問的問題，卻因為從眾效應而跟著大家舉手。
- 在天才兒童MAX東海道接力賽的單元中，與其他戰士們一起參與了「鐵陀螺捉迷藏」的挑戰，這是一種加入了維持陀螺平衡要素的比賽，最後在大家同心協力之下，順利通過了考驗。

## 主要演出作品

### 電視
- NHK教育『天才兒童MAX』 - "日付変更船・プッカリーノ"（2008年5月20日）
- NHK教育『天才兒童MAX』（2005年4月－2007年3月 TV戰士）
- エンタ!371 『ジュニアでGO!』（2005年）
- 網路電視 テプコ『ひかり荘』暑假企劃

### 舞台
- 時空警察ヴェッカーX ノエルサンドレ （2011年11月1日 - 6日） - 飾演平野廣海（時組）
- アリスインシアター2012年2月公演「パラダイスロスト」（2012年2月2日-5日、シアターKASSAI）- 飾演金城マナミ（月組）

## DVD
- 『幽霊より怖い話』 Vol.2（子供のいたずら：飾演 ジュリ※出道作。）

## CD
- NHK天才てれびくんMAX『MTK the 10th』（哥倫比亞音樂娛樂）
- NHK天才てれびくんMAX『MTK the 11th』（哥倫比亞音樂娛樂）

## 書籍
- 『PurePure』 vol.30（辰巳出版）
- 『Prolog』（vol.29）
- 『別冊瑪格麗特』（集英社、2008年1月號 - 2009年4月号）

## 外部連結
- 木內江莉的X（前Twitter）
- 木內江莉的Instagram帳戶
- 愛好者網站 （页面存档备份，存于）